# Layton Brothers: Mystery Room
Layton Brothers: Mystery Room (レイトンブラザーズ・ミステリールーム Reiton Burazāzu Misuterī Rūmu?,  bokstavligen "Laytonbröderna: Mysterierummet") är ett pussel-äventyrsspel som utvecklades och släpptes av Level-5 till Android och IOS. Det är en spinoff till Professor Layton-serien, men utvecklades ursprungligen som en del av Level-5:s spelserie Atamania.
Spelet handlar om brottsutredaren Lucy Baker, som jobbar med detektiv Alfendi Layton på Scotland Yards toppenhet, det så kallade "Mystery Room".